# Salem, Ohio
Salem là một thành phố thuộc quận Columbiana, tiểu bang Ohio, Hoa Kỳ. Năm 2010, dân số của thành phố này là 12303 người.

## Dân số
- Dân số năm 2000: 12197 người.
- Dân số năm 2010: 12303 người.